# 災變論
災變論（英語：Catastrophism）是一個地質學理論，認為地球曾經遭受許多短暫的災難，其中有些是世界性的。这一思想可以追溯到圣经中的大洪水。直至十九世纪早期，仍有学者主张灾变论，例如法国学者喬治·居維葉。瑞士学者余赫泽曾根据发掘到的“婴儿化石”，认为这是被大洪水所毁灭的上一代人类的证明，但实际上那只是古代蝾螈的化石。（見薛氏鯢）
災變論後來在科學界逐漸被另一派認為地球歷史是長遠且漸進的均變論（或稱漸變論）所取代。不過到了20世紀之後，災變論中的某些思想，又重新出現在科學當中，例如生物集群灭绝，或是月球形成理論。